# يوسف داود (ممثل)
يوسف داود (10 مارس 1938 - 24 يونيو 2012)، ممثل مصري. مثَّل في قرابة 40 فلمًا، وفي عدد من المسرحيات والمسلسلات التلفازية منذ الثمانينيات وحتى وفاته.

## سيرته
تخرج من كلية الهندسة قسم كهرباء عام 1960 وعمل مهندساً ثم تفرغ للفن عام 1985 بعد أن التحق بالدراسات الحرة لمدة عام كانت البداية في مسرحية «زقاق المدق» من أعماله في التليفزيون:«السوق» «وكسبنا القضية» «الدش والمش» تنوعت ادواره من الكوميدية إلى دور ضابط الشرطة ورب الأسرة، لقب بمهندس الضحك. كما اشتهر في الطبع الكوميدي.

## أعماله الفنية

### أفلام
- زوج تحت الطلب (فؤاد المهندس وعادل أمام وليلى علوي) 1985
- كراكون في الشارع (عادل إمام ويسرا) 1986
- النمر والأنثى 1987
- السادة الرجال
- سمك لبن تمر هندي 1988
- بطل من ورق
- التحدي 1990
- كابوريا
- سيداتي آنساتي
- الملك لله
- حنفي الأبهة (عادل إمام وهدى رمزي)
- الشيطانة التي أحبتني
- الذل (ليلى علوي، أحمد بدير ويحيى الفخراني)
- اقتل مراتي ولك تحياتي
- سمارة الأمير 1992
- خلي بالك من عزوز
- اللقاء الدامي
- الفضيحة
- الإرهاب والكباب
- الكنز 1993
- أرض الأحلام
- الظالم والمظلوم
- لولاكي
- الحقيقة اسمها سالم 1994
- Legend of the Lost Tomb (فيلم أمريكي من بطولة ستاسي كيتش وبروك بيرس وإخراج جوناثان وينفري) 1997 [3]
- فرقة بنات وبس 2000
- عليه العوض 2001
- إتفرج يا سلام (فيلم) 2001
- صعيدي رايح جاي
- 55 اسعاف
- أمير الظلام 2002
- فيلم هندي 2003
- واحد كابوتشينو 2005
- ليلة سقوط بغداد
- زكي شان
- الحاسة السابعة
- عمارة يعقوبيان 2006
- ظرف طارق
- الغواص
- أيامنا الجاية 2007
- كده رضا 2007
- مرجان أحمد مرجان 2007
- في شقة مصر الجديدة
- كابتن هيما
- حسن ومرقص 2008[4]
- عسل إسود مع أحمد حلمى
- بوبوس 2009 مع عادل امام ويسرى.

### مسلسلات
- رياح الشرق
- أنا وأنت وبابا في المشمش 1989
- حكايات زوج معاصر
- جحا المصري
- خليها على الله
- أحلام في البوابة
- أشباح المدينة
- 7 شارع السعادة
- أين قلبي
- رست هاوس
- شط إسكندرية 2008
- تامر وشوقية
- يوميات ونيس
- نعم مازلت آنسة 2010
- عائلة مجنونة جدا
- عبودة ماركة مسجلة
- ابن الأرندلي
- عصابة بابا وماما
- الزناتي مجاهد
- شباب رايق جدا
- رأفت الهجان
- البراري والحامول
- أشباح المدينة 2006
- وكسبنا القضية مسلسل

### مسرحيات
- الواد سيد الشغال مع عادل إمام
- المليونير الصعلوك
- الزعيم مع عادل إمام
- مراتي زعيمة عصابة
- الواد ضبش عامل لبش مع محمد نجم
- بودي جارد مع عادل إمام.
- مراتي زعيمة عصابة مع سمير غانم.

### دبلجة
- بينوكيو دور صاحب مسرح العرائس سترومبولي
- قصص الإنسان في القرآن

## روابط خارجية
- يوسف داود على موقع IMDb (الإنجليزية)
- يوسف داود على موقع الدهليز
- يوسف داود على موقع قاعدة بيانات الأفلام العربية
- يوسف داود على موقع قاعدة بيانات الفيلم (الإنجليزية)
- يوسف داود على موقع كينوبويسك (الروسية)